# Royal Palm Beach (Flórida)
Royal Palm Beach é uma aldeia localizada no estado americano da Flórida, no condado de Palm Beach. Foi incorporada em 1959.

## Geografia
De acordo com o United States Census Bureau, a aldeia tem uma área de 29,4 km², onde 29 km² estão cobertos por terra e 0,4 km² por água.

### Localidades na vizinhança
O diagrama seguinte representa as localidades num raio de 16 km ao redor de Royal Palm Beach.

## Demografia
Segundo o censo nacional de 2010, a sua população é de 34 140 habitantes e sua densidade populacional é de 1 176,92 hab/km². Possui 12 854 residências, que resulta em uma densidade de 443,12 residências/km².